# ルイジ・コメンチーニ
ルイジ・コメンチーニ（Luigi Comencini, 1916年6月8日 – 2007年4月6日）は、イタリアの映画監督、脚本家である。ディーノ・リージ、エットーレ・スコラ、マリオ・モニチェリとともに「イタリア式コメディ Commedia all'italiana」の重要人物とされる。イタリアのフィルムアーカイヴチネテカ・イタリアーナの創立者のひとり。

## 来歴・人物
1916年（大正5年）6月8日、イタリア・ロンバルディア州サロで生まれる。ミラノで建築を学ぶ。映画批評家として活躍した後、映画監督となった。
1937年（昭和12年）、21歳のときにドキュメンタリー映画 La Novelletta （『ラ・ノヴェレッタ』）を撮る。1949年（昭和24年）12月16日、カルロ・ポンティプロデュースのもと長編劇映画 L'Imperatore di Capri （『カプリの皇帝』、日本未公開）がローマで公開され、最初の成功を得る。
2007年（平成19年）4月6日、ローマで死去した。満90歳没。
4人の娘がおり、そのうちのクリスチナ（1956年 ローマ - ）とフランチェスカ（1961年8月19日 ローマ - ）は映画監督・脚本家に、パオラはプロダクション・デザイナー（美術デザイナー、衣裳デザイナー）となり、エレノアはプロダクション・マネージャーを経験した。

## おもなフィルモグラフィ
特筆以外は監督作である。
- La Novelletta（『ラ・ノヴェレッタ』） : 1937年 - 初監督作
- 『カプリの皇帝』L'Imperatore di Capri : 1949年
- 『街は自衞する』 La Città si difende : 監督ピエトロ・ジェルミ、1951年 - 原案
- 『アルプスの少女ハイジ』 Heidi : 1952年
- 『パンと恋と夢』 Pane, amore e fantasia : 1953年 - ベルリン国際映画祭銀熊賞受賞
- 『パンと恋と嫉妬』 Pane, amore e gelosia : 1954年
- 『みんな帰ろう』 Tutti a casa : 1960年
- 『ブーベの恋人』 La Ragazza di Bube : 1963年
- 『愛してご免なさい』 Tre notti d'amore : 1964年
- 『バンボーレ』 Le Bambole : 1965年
- 『天使の詩』 Incompreso : 1966年
- 『ミラノの恋人』 Delitto d'amore : 1974年
- 『レディドール/青い欲望』 Mio Dio Come Sono Caduta In Basso？ : 1974年
- 『マルセリーノ・パーネ ヴィーノ』 Marcellino : 1991年 - 遺作